# Nikita (canción)
"Nikita" es una canción de amor interpretada por el cantautor inglés Elton John situada en la Guerra Fría, Fue publicada en su 19°. álbum de estudio Ice on Fire (1985). Lanzada a finales del año, la canción se mantuvo dentro de los diez primeros lugares de éxitos en muchos países.

## Temática de la canción
En la canción, Elton John describe su propia frustración en una persona llamada Nikita, un guardia de frontera de Alemania Oriental a quien no puede conocer porque no se le permite su entrada al país. Los cantantes George Michael y Nik Kershaw realizan coros en la canción. La canción alcanzó el número 3 en la Lista de Sencillos del Reino Unido, y el número 7 en los Estados Unidos.

## Composición
La canción está compuesta en tonalidad de Sol mayor en compás de 4/4. Emplea un formato estrofa-coro-estrofa, con el segundo coro más corto que el primero, más un clímax a través del segundo coro.

## Información del vídeo y la canción
El vídeo para la canción fue dirigido por Ken Russell. Elton John aceptó el guion propuesto escrito por Russell, el cual era una interpretación del amor entre un hombre y una mujer, describiendo el intento de un romance de una mujer guardia de frontera de Alemania Oriental con cabello rubio y corto. Las escenas mostraban a ambos en varias situaciones felices juntos, incluyendo vestir los colores del club Watford FC, del cual John es seguidor y anteriormente Presidente. En entrevistas, John ha dicho que era consciente de que Nikita era un nombre masculino en Rusia.
Anya Major actúa como Nikita mientras que Andreas Wisniewski interpreta al guardia de frontera masculino. En 1986, en la víspera del éxito de la canción, Major grabó una canción alternativa titulada "Moscow Nights" (Noches de Moscú) que publicó bajo el nombre artístico "Anya".

## Acusación de plagio
Elton John, Bernie Taupin y Big Pig Music fueron acusados de plagio por el fotógrafo y compositor sudafricano Guy Hobbs. Hobbs escribió una canción en 1982 titulada "Natasha", sobre una camarera rusa a bordo de un crucero, a quien nunca se le permitió marcharse de éste. La canción fue registrada en 1983 y enviada a Big Pig Music (el editor musical de John) para un posible acuerdo de publicación, pero Hobbs no recibió respuesta del editor. En 2001, Hobbs comparó las letras con "Nikita" y notó semejanzas con su propia canción. A pesar de los repetidos intentos de Hobbs para contactar a John sobre el asunto, tampoco recibió respuesta del cantante y comenzó la acción judicial en 2012.
El 31 de octubre de 2012, un juez federal de Estados Unidos concedió un recurso de amparo a John y Taupin, encontrando que la canción no infringe los derechos de Hobbs porque los únicos elementos similares eran imágenes genéricas y temas que no están protegidos bajo la Ley de Propiedad Intelectual.

## Listado de canciones
Sencillo de 7"
1. "Nikita" — 4:54
2. "The Man Who Never Died" — 5:10

O "Restless" — 4:26
O "I'm Still Standing" — 3:03
O "Don't Let the Sun Go Down on Me" — 6:12
Sencillo de 12"
1. "Nikita" (versión de álbum) — 5:43
2. "The Man Who Never Died" — 5:10
3. "Sorry Seems to Be the Hardest Word" (en vivo) — 3:26
4. "I'm Still Standing" (en vivo) — 4:38

## Créditos y personal
- Elton John: voz principal y coros, sintetizador
- David Paton: bajo sin trastes
- Nik Kershaw: guitarra eléctrica y coros
- George Michael: coros
- Davey Johnstone: coros
- Fred Mandel: sintetizadores
- Dave Mattacks: batería y caja de ritmos

## Posicionamiento en listas
| Lista (1985)                       | Posición |
| ---------------------------------- | -------- |
| Alemania (Media Control AG)        | 1        |
| Australia (Kent Music Report)      | 3        |
| Austria (Ö3 Austria Top 40)        | 3        |
| Bélgica (Flandes) (Ultratop 50)    | 1        |
| Bélgica (VRT Top 30 Flanders)      | 1        |
| Italia (FIMI)                      | 19       |
| Países Bajos (Dutch Top 40)        | 1        |
| Países Bajos (Mega Single Top 100) | 1        |
| Reino Unido (UK Singles Chart)     | 3        |
| Suiza (Schweizer Hitparade)        | 1        |

| Lista (1986)                        | Posición |
| ----------------------------------- | -------- |
| Canadá (RPM Top Singles)            | 2        |
| Canadá (RPM Adult Contemporary)     | 1        |
| Canadá (CHUM)                       | 2        |
| Estados Unidos (Billboard Hot 100)  | 7        |
| Estados Unidos (Adult Contemporary) | 3        |
| Estados Unidos Cash Box Top 100     | 9        |
| Francia (SNEP)                      | 6        |
| Nueva Zelanda (Recorded Music NZ)   | 1        |
| Noruega (VG-lista)                  | 2        |
| Polonia (LP3)                       | 18       |
| Sudáfrica (Springbok Radio)         | 1        |
| Suecia (Sverigetopplistan)          | 7        |
| Zimbabue (Singles Chart)            | 1        |

| Lista (1985)                         | Posición |
| ------------------------------------ | -------- |
| Australia (Kent Music Report)        | 71       |
| Bélgica (Ultratop 50 Flanders)       | 53       |
| Italia (FIMI)                        | 92       |
| Países Bajos (Dutch Top 40)          | 67       |
| Países Bajos (Single Top 100)        | 10       |
| Reino Unido (Official Single Charts) | 28       |

| Lista (1986)                                  | Posición |
| --------------------------------------------- | -------- |
| Alemania (Official German Charts)             | 12       |
| Austria (Ö3 Austria Top 40)                   | 7        |
| Bélgica (Ultratop 50 Flanders)                | 9        |
| Canadá (RPM Top Singles)                      | 12       |
| Estados Unidos (Billboard Hot 100)            | 87       |
| Estados Unidos (Adult Contemporary Billboard) | 17       |
| Estados Unidos (Cash Box Top 100)             | 85       |
| Países Bajos Dutch Top 40)                    | 15       |
| Países Bajos (Single Top 100)                 | 30       |
| Nueva Zelanda (Recorded Music NZ)             | 8        |
| Sudáfrica (Springbok Radio)                   | 7        |
| Suiza (Schweizer Hitparade)                   | 6        |

## Versiones
- En 1986, el cantautor argentino Carlos Javier Beltrán publicó su versión de "Nikita" con letra en español, titulada "Si me quitas ese amor".